# McDonnell Douglas MD-12
O McDonnell Douglas MD-12 foi um projeto de aeronave realizado pela McDonnell Douglas na década de 1990 para um "superjumbo", concebido inicialmente como um trijato maior que o MD-11, sendo posteriormente alargado para um avião comercial quadrimotor. Seria similar em tamanho ao Boeing 747, mas com maior capacidade de passageiros. Entretanto, o MD-12 não recebeu pedidos e foi cancelado. A McDonnell Douglas então estudou aumentar o MD-11 e nomeou MD-XX, sem dar sequência no projeto.

## Projeto e desenvolvimento

### Histórico
A McDonnell Douglas estudou versões atualizadas e maiores do trijato MD-11 trijet, nomeando a nova aeronave de MD-12X com uma possível seção para os passageiros com janelas panorâmicas. O conselho de diretores da MDC concordou em Outubro de 1991 oferecer o MD-12X às companhias aéreas. Ele tinha um comprimento aproximado de 237 ft (72,2 m) e uma envergadura de 212 ft (64,6 m). Em Novembro de 1991, a McDonnell Douglas e a Taiwan Aerospace Corporation assinaram um Memorando para formar uma nova empresa para produzir a aeronave. A nova companhia teria como sócia majoritária a McDonnell Douglas (51%), a Taiwan Aerospace com uma fatia menor (40%) e outras empresas asiáticas também formando o grupo (9%).

### MD-12

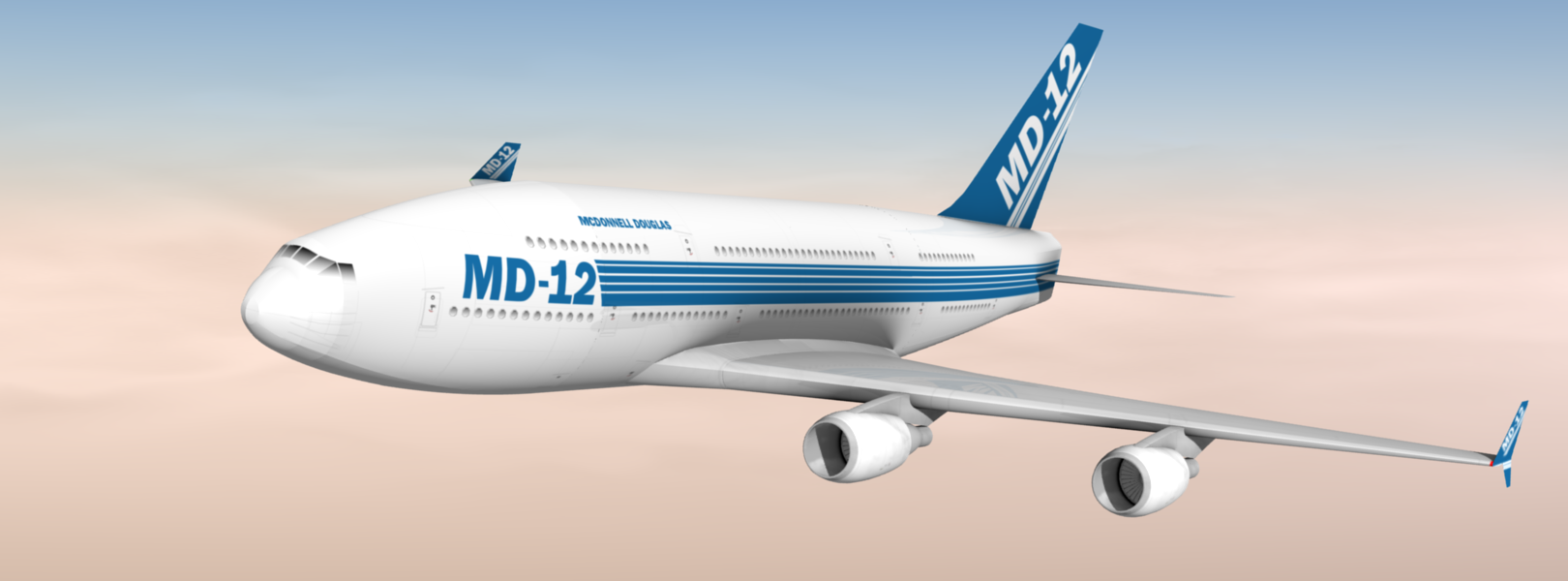
Imagem artística da aeronave

No final do ano de 1991, a McDonnell Douglas separou suas divisões civis e militares em uma tentativa de adquirir fundos para o desenvolvimento do MD-12X, estimados em US$4 bilhões. Ao separar o desenvolvimento caro do avião militar C-17, que drenara os recursos da empresa, deixava por outro lado a parte lucrativa da produção dos aviões comerciais MD-80 e MD-11, sendo então mais fácil atrair investidores externos para o MD-12X.
O projeto cresceu e se tornou no muito maior MD-12, com quatro motores e dois andares de passageiros, aumentando também o comprimento da fuselagem. O comprimento das principais versões do MD-12 era de 208 ft (63,4 m) com uma envergadura de 213 ft (64,9 m). A fuselagem tinha aproximadamente 24 ft (7,32 m) de largura e 27 ft (8,23 m) de altura.
A McDonnell Douglas apresentou o projeto do MD-12 em Abril de 1992. O projeto era similar em conceito ao Airbus A3XX e Boeing NLA e seria maior do que o Boeing 747, aeronave que seria seu competidor direto. A Douglas Aircraft também havia estudado um projeto menor de aeronave com dois andares na década de 1960.
O primeiro voo do MD-12 ocorreria no final de 1995 e a primeira entrega em 1997. Apesar do marketing agressivo e o entusiasmo inicial, especialmente na imprensa da aviação, nenhum pedido foi feito para a aeronave. Após a Taiwan Aerospace abandonar o projeto, a MDC ficou sem fundos para dar sequência. Alguns céticos acreditavam que a MDC havia lançado o projeto para que a Boeing pagasse um preço ainda maior pela companhia. Um novo avião deste porte provou ser extremamente e caro para desenvolver, mesmo para os gigantes aeronáuticos Boeing e Airbus, apesar do imenso Airbus A380, um conceito similar do MD-12, ter tido sucesso posteriormente.

### MD-XX
Com o fim do programa do MD-12, a McDonnell Douglas focou nos derivados do MD-11 para uma aeronave com 300 a 400 assentos. No Show Aéreo Internacional de Farnborough em 1996, a empresa apresentou os planos para um novo trijato com alta capacidade e de longo alcance, denominado "MD-XX". O MD-XX foi oferecido em duas variantes; MD-XX Stretch com uma fuselagem maior e o MD-XX LR para longo alcance. Ambos os projetos tinham uma envergadura de 213 pés (65 m), a mesma do MD-12. O MD-XX Stretch foi aumentado em 32 ft (9,75 m) em relação ao MD-11 e tinha uma capacidade de 375 assentos em três classes e 515 assentos em configuração econômica de alta capacidade. Seu alcance seria de 7.020 milhas náuticas. O MD-XX LR tinha o mesmo comprimento do MD-11, com 309 assentos em configuração de três classes, com um alcance de 8320 milhas náuticas. Entretanto, o conselho de diretores da MDC decidiu encerrar o programa do MD-XX em Outubro de 1996, alegando que o investimento financeiro necessário era grande demais para a companhia.

## Variantes
O MD-12 foi oferecido em poucas variantes, como listadas abaixo:
- MD-12 HC (Alta capacidade)
- MD-12 LR (Longo alcance)
- MD-12 ST (Estendido)
- MD-12 Twin (Versão bimotor)